# Scotty Pippen Jr.
Scotty Maurice Pippen Jr. (* 10. November 2000 in Portland, Oregon) ist ein US-amerikanischer Basketballspieler, der seit der Saison 2022/23 bei den Memphis Grizzlies in der National Basketball Association (NBA) unter Vertrag steht. Er ist der Sohn des früheren Basketballspielers und Hall of Famers Scottie Pippen, der als kongenialer Partner von Michael Jordan entscheidend am sechsfachen Titelgewinn der Chicago Bulls beteiligt war. Pippen Jr. ist 1,85 m groß und spielt auf der Position des Point Guards. Vor seiner Vertragsunterzeichnung in Los Angeles war er drei Jahre lang am College für die Commodores, das Team der Vanderbilt University, aktiv.

## Highschool und College
Pippen Jr. kam in Portland zur Welt, während sein Vater, Scottie Pippen, für das dortige NBA-Team der Portland Trail Blazers spielte.  Aus früheren Beziehungen seines Vaters hat er vier ältere Halbgeschwister: Antron, Sierra, Taylor und Tyler, wobei Antron und Tyler bereits verstorben sind. Zudem hat er drei jüngere Vollgeschwister: Preston, Justin und Sophia. Die Mutter von Pippen Jr. ist Larsa Pippen geb. Younan. Sein Cousin Kavion Pippen spielte als Center College-Basketball in Southern Illinois und stand im Oktober 2019 für einige Tage beim NBA-Team Golden State Warriors unter Vertrag, ohne jedoch ein Ligaspiel zu absolvieren.
Die ersten zehn Schuljahre verbrachte Pippen Jr. an der Pine Crest School, einer Privatschule, die Standorte in Fort Lauderdale und Boca Raton, Florida, besitzt. Dann zog seine Familie in die Gegend von Los Angeles und er wechselte zur Sierra Canyon School, die in Chatsworth, Los Angeles, zu finden ist. Dort gab es eine etablierte Basketballmannschaft, sodass Pippen Jr. neben zukünftigen NBA-Spielern wie Marvin Bagley III, Kenyon Martin Jr. und Cassius Stanley spielen konnte. Als Zwölftklässler erzielte er im Durchschnitt 16,3 Punkte, 4,6 Assists und 3,6 Rebounds pro Spiel und verhalf seinem Team zum Gewinn des Open Division State Titles der California Interscholastic Federation.
Danach entschied er sich, an die Vanderbilt University zu gehen und dort College-Basketball zu spielen. Er schlug dabei Angebote einiger Colleges in Pullman, San Francisco, Fort Collins, Santa Barbara und Hempstead aus. Am College wurde der frühere NBA-Star Jerry Stackhouse sein Trainer.
Am 20. November 2019 erzielte Pippen Jr. in seiner ersten Spielzeit auf dem College eine Saisonbestleistung von 21 Punkten bei einem Sieg gegen die Mannschaft aus Austin Peay. Die gleiche Punktzahl gelang ihm am 7. März 2020 bei einem 83:74-Sieg über das Team aus South Carolina. Durchschnittlich konnte er 12 Punkte, 2,8 Rebounds und 3,6 Assists pro Spiel auflegen. Mit dieser Leistung wurde er in das All-Freshman-Team der Southeastern Conference (SEC) berufen.
Bereits in seiner zweiten Saison übernahm er eine führende Rolle im Team, konnte seine Karrierebestleistung auf 30 Punkte steigern (bei einem Sieg gegen die Mannschaft aus Alcorn State) und erzielte am 9. Januar 2021 sein erstes Double-double (18 Punkten und 12 Assists). Am 27. Januar 2021 erzielte Pippen Jr. 32 Punkte bei einer Niederlage gegen die Florida Gators. Seine Durchschnittswerte in jenem Jahr steigerte er auf 20,8 Punkte, 2,8 Rebounds und 4,9 Assists pro Spiel. Im April 2021 erklärte Pippen Jr. zunächst, sich für den NBA-Draft 2021 anmelden zu wollen, zog dies jedoch kurze Zeit später wieder zurück und verbrachte eine weitere Saison an der Vanderbilt University. Mit durchschnittlich 20,4 Punkten, 4,5 Assists, 3,6 Rebounds und 1,9 Steals pro Spiel verbuchte er auch in seinem dritten Jahr hervorragende Statistiken, was ihm die Berufung in das All-First-Team der SEC einbrachte.
Am 18. April 2022 entschied Pippen Jr. sich, am NBA-Draft 2022 teilzunehmen. Er verzichtete dabei auf seine Berechtigung, noch ein weiteres Jahr auf dem College spielen zu können.

## NBA-Karriere
Pippen Jr. meldete sich zum NBA-Draft 2022 an, wurde jedoch von keiner Mannschaft ausgewählt. Am 1. Juli 2022 konnte er einen  Zwei-Wege-Vertrag mit den Los Angeles Lakers unterzeichnen, der neben der Zugehörigkeit zu jenem NBA-Team auch die Spielberechtigung für das G-League-Team der South Bay Lakers beinhaltete.
Bereits im ersten Saisonspiel der Saison 2022/23 wurde Pippen Jr. kurz vor Schluss für knapp zwei Minuten eingesetzt und konnte direkt seine ersten beiden Punkte erzielen. Nach dem zweiten Kurzeinsatz am zehnten Spieltag dauerte es weitere zwanzig Spiele, bis Pippen Jr. am 30. Spieltag bei einer hohen Niederlage der Lakers gegen die Phoenix Suns 14:30 Minuten Spielzeit bekam und seinen ersten Dreipunktwurf traf.
Zur Saison 2023/24 wurde Pippen Jr. zu den Memphis Grizzlies abgegeben. Dort bestritt er in seiner ersten Saison lediglich 21 Spiele, dabei aber immerhin 16 in der Startaufstellung. Bereits im Folgejahr brachte Pippen Jr. es auf 79 absolvierte Saisonspiele, davon 21 als Bestandteil der Startaufstellung. In den Playoffs der Saison 2024/25 schied Pippen Jr. mit seinen Grizzlies zwar in der ersten Runde deutlich mit 0-4 gegen Oklahoma City Thunder aus, stand jedoch in allen vier Spielen in der Starting Five und konnte im letzten Spiel zum ersten Mal in seiner Karriere 30 Punkte in einem Playoffspiel erzielen.

## Karriere-Statistiken

### NBA
| Saison  | Team        | GP  | GS | MPG  | FG % | 3P % | FT % | RPG | APG | SPG | BPG | PPG  |
| ------- | ----------- | --- | -- | ---- | ---- | ---- | ---- | --- | --- | --- | --- | ---- |
| 2022–23 | Los Angeles | 6   | 0  | 5.3  | .333 | .333 | .556 | 0.7 | 0.3 | 0.3 | 0.2 | 2.3  |
| 2023–24 | Memphis     | 21  | 16 | 25.1 | .493 | .417 | .745 | 3.2 | 4.7 | 1.7 | 0.5 | 12.9 |
| 2024–25 | Memphis     | 79  | 21 | 21.3 | .480 | .397 | .713 | 3.3 | 4.4 | 1.3 | 0.4 | 9.9  |
| Gesamt  | Gesamt      | 106 | 37 | 21.2 | .481 | .401 | .715 | 3.1 | 4.2 | 1.3 | 0.4 | 10.0 |

### College
| Saison  | Team       | GP | GS | MPG  | FG % | 3P % | FT % | RPG | APG | SPG | BPG | PPG  |
| ------- | ---------- | -- | -- | ---- | ---- | ---- | ---- | --- | --- | --- | --- | ---- |
| 2019–20 | Vanderbilt | 32 | 31 | 29.8 | .393 | .362 | .709 | 2.8 | 3.6 | 1.1 | .1  | 12.0 |
| 2020–21 | Vanderbilt | 22 | 22 | 31.8 | .428 | .358 | .850 | 2.9 | 4.9 | 1.8 | .2  | 20.8 |
| 2021–22 | Vanderbilt | 36 | 36 | 33.1 | .416 | .325 | .749 | 3.6 | 4.5 | 1.9 | .2  | 20.4 |
| Gesamt  | Gesamt     | 90 | 89 | 31.6 | .414 | .343 | .763 | 3.1 | 4.3 | 1.6 | .2  | 17.5 |